# 湯燦
湯 燦（とう さん、タン・ツァン、Tāng Càn、1975年6月12日 - ）は、中華人民共和国の歌手、女優、軍人であり、「国家一級演員」の称号を持つ。湖北省恩施地区利川県で生まれた。原籍は湖南省株洲市。北京軍区戦友文工団所属、階級は三級文職幹部（現役の大校に相当）。中国の新世代女性民謡歌手の代表的な一人と言われる。「新民謡のリーダー」「民謡界のファッション女王」などと誉められている。

## 人物
湯燦は三人姉妹の末っ子で、母親の姓を名乗る。父方の曽祖父はロシア人である。趣味は料理とヨガ。ヒスイのアクセサリーに対する愛着心があり、常に身につけている。
周永康失脚前までに彼の秘書を務めていた余剛と結婚したと言われる。

## 経歴
- 1975年、利川県で出生。幼い頃から歌唱や舞踊に興味がある[1][9]。
- 家業は漢方医であるが、中学卒業後、母親の勧めで保育士の専門高等学校に入学、のち武漢音楽学院に進学[1][9]。
- 1996年、東方歌舞団に入団、歌手として活動し始めた[1][9]。
- 1998年、 中国中央電視台春節聯歓晩会に初登場[10]。
- 1999年、代表曲の「祝福祖国」でデビューし、一躍全国区の知名度を獲得する。のち中国音楽学院の学長である金鉄霖に師事する[1][9]。
- 2004年、ジャッキー・チュン主演のオリジナルミュージカル「雪狼湖」（北京語バージョン）のヒロイン・寧静雪役に選出[11]。
- 2010年、北京軍区政治部戦友文工団に入隊、階級は大校。

### 消息不明から発見まで
2011年12月以降、彼女は消息不明となった。中国共産党・中国人民解放軍の高級官僚とその一味に対する性的接待や彼らの腐敗行為に加担したという疑いで、中国共産党中央規律検査委員会によって事情聴取した後、湖北省で収監されていると報じられたが、政府系メディアによる公式発表がないままで実情は明らかにされなかった。
同年には『鉄血壮士』という第二次上海事変をテーマとするテレビドラマの主役を務めたが、公開直前にこの消息不明を受け、制作プロダクションは急遽沈傲君を代役とし、湯燦の顔が出ていたすべてのシーンを撮り直した。
2014年12月8日、香港メディアが一斉に湯燦の近況について報じた。それらによると彼女は過去、アメリカで声楽を勉強していた時に諜報機関に誘われアメリカのスパイとなった。帰国した後、次々と高級幹部の愛人となり、内縁関係にあった男から聞き出した軍事・経済等の機密情報を密かに西側に漏らしたという。また、彼女は中南海の要人の住所なども把握したが、それを漏らす前に暴露・逮捕された。彼女は湖北省武漢市付近の刑務所に収監されており、獄中でも受刑者の声楽指導役として振る舞っているという。
2016年6月、湯燦は同年初、湖北省咸寧市の刑務所から出獄した後、再び行方不明になったと中国国内の消息筋が伝えた。
2018年5月、米国在住の中国人ジャーナリストは出所した湯燦が実家で撮った写真を公開した。

## 代表曲
- 祝福祖国
- 幸福万年長
- 家郷美
- 開門紅
- 情繋人民
- 雪意
- 呼喚
- 紅紅的日子
- 木棉花開

など